# Chapelle Alfred Kordelin de Rauma
 (février 2024).
La chapelle Alfred Kordelin (finnois : Kordelinin kappeli) est une chapelle luthérienne située à  Rauma en Finlande.

## Description
La chapelle, construite en 1921 par l'architecte Lars Sonck, est située dans l’ancien cimetière de Rauma.
Dans la chapelle funéraire est enterré Alfred Kordelin (1868-1917), un homme d'affaires prospère et actif en particulier à Rauma, Tampere et Hämeenlinna.
À l'extérieur de la chapelle, on peut admirer les sculptures de Emil Wikström.